# Cyclops Shōjo Saipu
Cyclops Shōjo Saipu (サイクロプス少女さいぷ～)  é uma série de mangá de 4 painéis escrita e ilustrada por Tora-Yasu. Foi adaptado para uma animação líquida original (ONA) em 2013. A comédia se concentra nas aventuras de uma garota do ensino médio apelidada de "Saipu" (さいぷ, saipu), baseado no cyclops (サイクロプス, saikuropusu) devido à sua altura e ao cabelo mostrar um dos olhos.

## Personagens
- Fuuka Saitou (斎藤 楓香, Saitō Fuuka), a protagonista, é uma garota de 14 anos de idade em seu segundo ano do ensino médio (8ª série).[2] Por causa de seus altos 180 centímetros (5 ft 11 in) de estatura e seu penteado que cobre apenas um dos olhos, ela é apelidada de "Saipu" (さいぷ), que é curto para o cyclops (サイクロプス, saikuropusu) da mitologia.[1] Dois anos antes do início da série, quando ela era mais baixa que seu irmão Hikaru, ela promete que iria crescer e se casar com ele.Ch. 1 Ela tem um complexo de irmão forte e é extremamente sensível e ciumenta de qualquer afeto feminino direcionado a ele. Ela costuma se fantasiar de garotas que Hikaru gosta,Ch. 11, 22, 35 e brinca com insinuações pervertidas, embora algumas situações acabem se revelando inocentes.Ch. 1, 2 Ela é admirada por todos por sua figura modelo; ela também é uma cozinheira engenhosa e tem excelentes notas. Quando perguntada por que ela não mostra o olho esquerdo, Fuuka responde que esconde um poder sombrio.Ch. 35 Nos episódios de anime, ela é dublada por Mai Nakahara.
- Hikaru Saitou (斎藤 光, Saitō Hikaru) é o irmão mais velho de Fuuka e o objeto de seu carinho; ele é um estudante universitário do primeiro ano que mora em casa. Ele é o mais baixo em sua família, com 165 centímetros (5 ft 5 in),[3] e tem que se defender regularmente das provocações e avanços de Saipu,Ch. 1, bem como outros da série. No dia em que Fuuka lhe dá um gelo, Hikaru fica confuso.Ch. 41, 42 Hikaru é dublado por Kengo Takanashi nos webisódios de anime.

Fuuka tem várias colegas de classe que ela costuma se relacionar: Rin (りん) (dublada por Saki Fujita), que usa tranças, é fortemente pervertida que seus outros colegas de classe geralmente ignoram seus comentários;Ch. 5, 7, 16 Nacchan (なつ, Natsu) (dublada por Kahoru Sasajima), age como o hetero enquanto ela retruca os comentários pervertidos de Rin;Ch. 2, 39 Representante de Classe, que usa óculos e tranças e se apaixona secretamente por Fuuka;Ch. 2 e Kamiji, uma garota alta, de cabelos curtos, que emite uma atitude descolada como um delinquente, mas na verdade é de fala mansa e um pouco constrangida.Ch. 3
Outros personagens recorrentes incluem: os pais Saitou, que aprovam o complexo irmão de Fuuka; Os amigos do clube de rádio da faculdade de Hikaru, Sato e Suzuki,Ch. 6, 9 e seu presidente paquerador, Eri, o último dos quais faz com que Fuuka seja extremamente ciumenta;Ch. 29 seus primos Akari e Souta Haruno, que conspiram para separá-los;Ch. 12 e seus vizinhos os Yamakuras.Ch. 24

## Mídia

### Mangá
O mangá apareceu pela primeira vez no Weekly Young Jump, publicado pela Shueisha em 2011. Os volumes de mangá foram publicados desde então.
| No. | Data de lançamento     | ISBN                |
| --- | ---------------------- | ------------------- |
| 1   | 18 de maio de 2012     | ISBN 978-4088793313 |
| 2   | 19 de março de 2013    | ISBN 978-4088795386 |
| 3   | 17 de janeiro de 2014  | ISBN 978-4088797373 |
| 4   | 19 de novembro de 2014 | ISBN 978-4088900292 |

### Animes
A série foi adaptada para uma ONA lançada em março de 2013. Cada webisode tem cerca de 2 a 3 minutos de duração e consiste em pequenas piadas do mangá.

## Trabalhos citados
- ↑ "CH." é uma forma abreviada de capítulo e refere-se a um número de capítulo do mangá Cyclops Shojo Saipu